# Loïc Chauvet

et club franciscain 2019-
Loïc Chauvet, né le 30 avril 1988 à Fort-de-France, est un footballeur français international martiniquais évoluant au poste de gardien de but avec le club du Golden Lion de Saint-Joseph.

## Biographie
Il joue son premier match en équipe de Martinique le 30 septembre 2011, en amical contre Antigua-et-Barbuda (défaite 1-0).
Il participe avec cette équipe à la Gold Cup 2013, à la Gold Cup 2017, et enfin à la Gold Cup 2019.

## Palmarès
- Vainqueur de la Ligue Antilles en 2018 avec le Golden Lion Saint-Joseph
- Champion de la Martinique en 2014 avec le Club Franciscain
- Vice-champion de la Martinique en 2015 avec le Club Franciscain ; en 2018 avec le Golden Lion Saint-Joseph
- Vainqueur de la Coupe de la Martinique en 2010 avec le CS Case-Pilote ; en 2015 avec le Club Franciscain ; et en 2019 avec le Golden Lion Saint-Joseph